# Million Dollar Bill
Million Dollar Bill – singel Whitney Houston, promujący jej siódmy album studyjny I Look to You (2009). Do singla zrealizowano teledysk. 

## Lista utworów
Standardowa edycja
1. "I Look to You" — 4:25
2. "Million Dollar Bill" — 3:24

Remiksy z albumów wydanych w Stanach Zjednoczonych i Wielkiej Brytanii
1. "Million Dollar Bill" (Freemasons Radio Mix) — 3:49
2. "Million Dollar Bill" (Frankie Knuckles Radio Mix) — 3:15
3. "I Look to You" (Johnny Vicious Warehouse Radio Mix) — 4:08
4. "I Look to You" (Johnny Vicious Club Radio Mix) — 3:52
5. "I Didn't Know My Own Strength" (Peter Rauhofer Radio Edit) — 3:04
6. "I Didn't Know My Own Strength" (Daddy's Groove Magic Island Radio Mix) — 3:11
7. "I Look to You" (Christian Dio Radio Mix) — 4:01
8. "I Look to You" (Giuseppe D. Tune Adiks Radio Edit) — 3:47

Single wydane w Wielkiej Brytanii i Australii
1. "Million Dollar Bill" — 3:24
2. "Million Dollar Bill" (Freemasons Radio Edit) — 3:49

Piosenka stała się dużym przebojem m.in. w Japonii, Irlandii, Polsce, Belgii oraz w Wielkiej Brytanii.